# Abe de Vries (schaatser)
Abe Sjoerd de Vries (De Knipe, 11 april 1907 – Schiedam, 17 december 1995) (Abe de hardrider) was een Nederlandse schaatser. Hij was boer in Dronrijp.

## Vijfde Elfstedentocht
In de Elfstedentocht van 1933 werd hij eerste, samen met Sipke Castelein uit Wartena.  Beiden besloten gezamenlijk over de finish te komen maar De Vries zag de eindstreep niet waardoor hij ongewild als eerste over de finish kwam. De jury besloot echter dat beiden op de eerste plaats kwamen te staan, ex aequo dus.

## Overige uitslagen Elfstedentocht
De Vries deed in totaal vijf keer mee aan de elfstedentocht:
- 1933 - 1e
- 1940 - 6e
- 1941 - 5e
- 1942 - 7e
- 1947 - 3e

In 1947 won hij de troostprijs.
In de aanloop naar de Elfstedentocht in 1985 deed Abe de Vries de legendarische uitspraak dat de meeste rijders "niet de kont in de broek" hadden voor het uitrijden van de tocht. Dat bleek toch anders te liggen, want de meeste rijders en rijdsters reden de tocht uit. Abe de Vries overleed in december 1995 in Schiedam op 88-jarige leeftijd.